# Boavista Futebol Clube Timor
Boavista Futebol Clube Timor é um clube de futebol de Díli, capital do Timor-Leste. 
Até 2017, chamava-se Carsae Football Club, quando tornou-se a filial nº 6 no estrangeiro do Boavista Futebol Clube, de Portugal.

## História
Fundado a 3 de fevereiro de 1986, ao longo dos anos o clube participou de diversos campeonatos nacionais. Em 2015, com a criação da nova Liga Futebol, a equipe passou a fazer parte da primeira divisão timorense.
Em 2018, a equipe mudou seu nome para Boavista FC Timor, após ter se filiado ao time português. Foi campeão da Liga Futebol Amadora no mesmo ano.